# Зъбна пулпа
Зъбната пулпа е в централната част на зъба, изпълнена с мека (слизеста) съединителна тъкан. Тази тъкан съдържа кръвоносни съдове и нерви, които навлизат в зъба от отвора на върха на корена (foramen apicale). На границата между дентина и пулпата са одонтобластите, които поставят началото на дентина. Други клетки в пулпата са фибробластите, преодонтобластите, макрофаги и Т-лимфоцити. Разпространено е пулпата да се нарича „нервът“ на зъба.